# Lijst van rijksmonumenten in Veen
De plaats Veen telt 7 inschrijvingen in het rijksmonumentenregister. Hieronder een overzicht.
| Object                                                       | Oorspronkelijke functie?  | Bouwjaar                   | Architect | Locatie            | Coördinaten?                 | Nr.?   | Afbeelding                                                   |
| ------------------------------------------------------------ | ------------------------- | -------------------------- | --------- | ------------------ | ---------------------------- | ------ | ------------------------------------------------------------ |
| Huis onder schilddak, in gele baksteen                       | Woonhuis                  | eind 18e of begin 19e eeuw |           | Grotestraat 2      | 51° 46' 54" NB, 5° 6' 29" OL | 6821   | Huis onder schilddak, in gele baksteen                       |
| Nederlands Hervormde Kerk                                    | Kerk en kerkonderdeel     | 13e eeuw en later          |           | Grotestraat bij 19 | 51° 46' 47" NB, 5° 6' 26" OL | 6822   | Meer afbeeldingen                                            |
| De Hoop                                                      | Industrie- en poldermolen | 1838                       |           | Maasdijk 101       | 51° 46' 56" NB, 5° 6' 16" OL | 6823   | Meer afbeeldingen                                            |
| Boerderij onder rieten wolfdak                               | Boerderij                 | 1831                       |           | Witboomstraat 28   | 51° 46' 45" NB, 5° 6' 32" OL | 6824   | Boerderij onder rieten wolfdak                               |
| Voormalig raadhuis                                           | Woonhuis                  | eerste helft 19e eeuw      |           | Maasdijk 343       | 51° 46' 50" NB, 5° 6' 39" OL | 9338   | Voormalig raadhuis                                           |
| Voormalige kortgevelboerderij van het Altenase dwarsdeeltype | Boerderij                 | 1831                       |           | Grotestraat 40     | 51° 46' 45" NB, 5° 6' 20" OL | 526409 | Voormalige kortgevelboerderij van het Altenase dwarsdeeltype |
| Voormalige T-boerderij daterend                              | Boerderij                 | 1800-1825                  |           | Maasdijk 369       | 51° 46' 53" NB, 5° 6' 30" OL | 526413 | Voormalige T-boerderij daterend                              |